# Michael Liekmeier
Michael Liekmeier (Salzkotten, 22 de julio de 1970) es un deportista alemán que compitió en bobsleigh en la modalidad cuádruple.
Ganó una medalla de plata en el Campeonato Mundial de Bobsleigh de 1997 y dos medallas de bronce en el Campeonato Europeo de Bobsleigh, en los años 1994 y 1997.

## Palmarés internacional
| Campeonato Mundial | Campeonato Mundial   | Campeonato Mundial | Campeonato Mundial |
| Año                | Lugar                | Medalla            | Prueba             |
| ------------------ | -------------------- | ------------------ | ------------------ |
| 1997               | Sankt Moritz (Suiza) | Medalla de plata   | Cuádruple          |
| Campeonato Europeo |                      |                    |                    |
| Año                | Lugar                | Medalla            | Prueba             |
| 1994               | La Plagne (Francia)  | Medalla de bronce  | Cuádruple          |
| 1997               | Königssee (Alemania) | Medalla de bronce  | Cuádruple          |